# هوراسيو غالاردو
هوراسيو غالاردو (بالإسبانية: Horacio Gallardo)‏ هو دراج بوليفي، ولد في 29 مايو 1981 في تاريخا، بوليفيا في بوليفيا.

## وصلات خارجية
- هوراسيو غالاردو على موقع الاتحاد الدولي للدراجات (الإنجليزية)
- هوراسيو غالاردو على موقع أرشيف الدراجات (الإنجليزية)
- هوراسيو غالاردو على موقع إحصائيات الدراجات الإحترافية (الإنجليزية)
- هوراسيو غالاردو على موقع أوليمبيديا (الإنجليزية)